# Georg A. Roemer
Georg August Roemer (* 19. Juli 1892 in Stuttgart; † 5. Mai 1972 in Tutzing) war ein deutscher Neurologe, Psychiater und Psychoanalytiker. Er modifizierte 1919–1922 in enger Korrespondenz mit Hermann Rorschach und anschließend allein dessen Rorschachtest, einen „Tintenklecks-Test“, der als Hilfsmittel zur differenzialdiagnostischen Untersuchung bei der Anamneseerhebung psychopathologischer Krankheitsbilder eingesetzt werden kann, unter der neuen Bezeichnung "Symboltest".

## Leben
Roemer stammte aus einer alten schwäbischen Familie und besuchte das Karls-Gymnasium Stuttgart bis zur Reife 1910. Er studierte Medizin in Tübingen, München, Erlangen, Leipzig, Marburg und wieder Tübingen bis zum Abschluss 1916. Er war Kommilitone u. a. von Ernst Kretschmer. Seine Approbation erlangte er am 24. September 1917. Georg A. Roemer promovierte 1919 bei Paul Clemens von Baumgarten mit einem "Beitrag zur Bestimmung der Todesart und der Todesursache".
Nach dem Studium sammelte Roemer u. a. in der Universitätsklinik Göttingen praktische Erfahrungen, ging gegen Ende des Jahres 1918 in die Schweiz und arbeitete drei Monate als Volontärarzt am Bezirkskrankenhaus in Herisau. Nach eigener Aussage lernte er  Hermann Rorschach im örtlichen Ärzteverein bereits im Dezember 1918 kennen. Die Monate März bis Mai 1919 arbeitete er als Volontärarzt an der Appenzellischen Heil- und Pflegeanstalt, einer psychiatrischen Klinik, an welcher Rorschach Oberarzt war. In dieser Zeit diskutierte er mit ihm ausführlich das Tintenklecks-Test-Verfahren und stellte auf Anregung Rorschachs eigene Versuche an. Anschließend arbeitete Roemer als Arzt für ein Kinderhilfswerk in den Berner Alpen, wo er diese und neue Tintenklecksbilder mit den Kindern testete. Im September 1920 kehrte er nach Deutschland zurück und arbeitete als wissenschaftlicher Assistent an der Universitätspoliklinik in Göttingen, wo er seine Tests an Erwachsenen und speziell in Bezug auf Kriegsneurosen fortführte. 1921–1922 war Roemer außerdem für die Deutsche Studentenschaft tätig, wo er die Möglichkeit hatte, den Test durch ganze Befundreihen an Studenten und Dozenten auf seine Eignung für die akademische Berufsberatung zu prüfen.
1923 ging Roemer zunächst an die Medizinische Poliklinik in Königsberg. 1924 wurde er zum Leiter des Ärztlich-psychologischen Instituts Stuttgart (gegründet von Robert Bosch, ab 1926 getragen von der Gesellschaft für Persönlichkeitsforschung). Dieses Institut leitete er bis zu dessen Schließung (als "Psychomedizinisches Institut") 1941. Nach dem Krieg ließ sich Roemer in Tutzing mit eigener Praxis nieder, wo er 1953 das Psychomedizinische Institut neu gründete und leitete. Georg A. Roemer war mit der Bildhauerin Marianne Rousselle verheiratet.

## Bedeutung
Georg A. Roemer sah sich zunächst als Mitstreiter Hermann Rorschachs und stellte den Rorschach-Test mit großem Erfolg erstmals in Deutschland vor. Sein starkes Interesse an der Verbesserung des Verfahrens, seine Kritik an der Unzulänglichkeit mehrerer der alten Testbilder und die Suche nach einer Objektivierbarkeit ließen ihn mit Rorschach immer wieder über Änderungen diskutieren. Roemer protokollierte Rorschachs Deutungen von Roemers Bilderserie stenographisch mit, so dass diesbezügliche Erkenntnisse über Rorschach selbst möglich sind. Bei einem 14-tägigen Besuch im Oktober 1921 verständigten sich beide über ein neues Auswertungsschema, das neben der klassischen funktionellen Auffassung (Rorschach) auch Platz für eine symbolische (Roemer) lassen sollte. Rorschach hat dieses neue Schema noch am 18. Februar 1922 in einem Vortrag vor der Schweizerischen Gesellschaft für Psychoanalyse in Zürich dargestellt. Nach Rorschachs überraschendem Tod am 2. April 1922 sah sich Roemer der Möglichkeit beraubt, seine eigenen Erkenntnisse in den Rorschachtest einzubringen und suchte für seine Weiterentwicklungen einen neuen Namen.  Da ihn tiefenpsychologische Erkenntnismöglichkeiten besonders interessierten, nannte er seine Version zunächst Tiefen-Test, später Symbol-Test. Er engagierte sich jahrzehntelang um die Durchsetzung der Klecksbilder-Testverfahren und veröffentlichte seine eigene Symboltest-Stammserie (durchaus mit Informationen zur "Signiertechnik" Rorschachs bei dessen Testserie und bei Befunden der Symboltest-Stammserie von Roemer). Gerne zitierte Roemer in seinen Schriften Aussagen der Fachwelt zu seinem Verfahren: "Die von G.A.Roemer ausgearbeiteten Tests ermöglichen Feststellungen von komplexen psychischen Vorgängen, wie keine andere Methode." (C.G.Jung). Neben dem durch Rorschachs frühen Tod unmodifiziert zum "Original" gewordenen Rorschachtest konnte sich Roemers Symboltest jedoch nicht durchsetzen. Umgangssprachlich wurde "Rorschachtest" zum Synonym für die Klecksbilder-Tests allgemein. Roemer erweiterte den Symboltest um Ergänzungstests: Einleitungstests wie den Kinästhesie-Test und Zusatztests wie den Kritik-Test. Eine wissenschaftliche Würdigung der Arbeit von Georg A. Roemer steht noch aus.

## Kunst
Roemer, der mehrere Jahrzehnte lang immer wieder mit neuen Techniken zur Herstellung von Klecksbildern experimentiert hat, hinterließ eine Unzahl von Blättern, die auch aus ästhetischer und künstlerischer Sicht interessant sind. Diese meist farbigen Arbeiten gelangten auch schon zu seinen Lebzeiten als von ihm monogrammierte und datierte Unikate schnell über den Kunstmarkt in Sammlerkreise – gelegentlich unter dem auch aus Roemers Sicht sicher nicht ganz glücklichen Begriff "Rorschachbilder".

## Nachlass
Der umfangreiche Nachlass von Georg A. Roemer befindet sich im Hermann-Rorschach-Archiv am Institut für Medizingeschichte der Universität Bern und ist seit April 2013 erschlossen. Er birgt u. a. umfangreiche Briefwechsel mit Hermann und Olga Rorschach, aber auch zahlreiche andere Korrespondenzen, u. a. mit Carl Gustav Jung, Alexander Mitscherlich, Felix Schottlaender, Gustav Hans Graber, Ernst Speer, Hans Prinzhorn, Herbert von Karajan und vielen anderen und z. B. ein Testprotokoll des Symboltests von Ludwig Klages. Der Nachlass stellt darüber hinaus eine wichtige Quelle zur Geschichte der Psychotherapie in Deutschland insbesondere während der Naziherrschaft dar.

## Schriften
Eine vom Psychomedizinischen Institut Tutzing ca. 1968 publizierte Liste nennt 55 meist kleinere Veröffentlichungen / Aufsätze von Georg A. Roemer.
- Die wissenschaftliche Erschliessung der Innenwelt einer Persönlichkeit. Emil Birkhäuser & Cie., Basel 1931.
- Vom Rorschachtest zum Symboltest. Rückblick auf 20 Jahre Entwicklung psychomedizinischer Testmethoden. In: Zentralblatt für Psychotherapie, Bd. X, 1938, H. 6.
- Rorschach und die Symboltestreihe Roemers. In: Heilpädagogische Werkblätter, Luzern, 34. Jg. 1965, Nr. 4.